# Avellaneda partido
Avellaneda egy partido Argentína középpontjától keletre, Buenos Aires tartományban. Székhelye Avellaneda.

## Népesség
A partido népessége a közelmúltban a következőképpen változott:
| Év   | Lakosság |
| ---- | -------- |
| 2001 | 327 589  |
| 2010 | 342 677  |